# محكمة وسجن مقاطعة كلاريون
محكمة وسجن مقاطعة كلاريون هي إحدى المواقع التاريخية الموجودة في مقاطعة كلاريونإإحدى مقاطعات ولاية بنسلفانيا في الولايات المتحدة الأمريكية. بنيت المحكمة بين عامي 1883 و 1885 وهي عبارة عن مبنى من الطوب مكون من 3 طوابق مع تفاصيل كلاسيكية بقياس 78 قدمًا و 8 بوصات وعرضًا وعمق 134 قدمًا. يعلوها برج الساعة بطول 213 قدمًا وعرض 25 قدما. في حين تم بناء السجن بين عامي 1873 و 1875 وهو عبارة عن مبنى نصف حجرى ونصف حجر رملي يقع خلف المحكمة.
أضيفت المحكمة إلى السجل الوطني للأماكن التاريخية في عام 1979.

## نبذة تاريخية
شهد موقع المحكمة بناء محكمتين سابقتين حيث انتهي من المبنى الأول في عام 1843، والثاني في عام 1863. تم بناء كلاهما من الطوب ودمر كلاهما بالنيران. احترقت المحكمة الثانية في 12 سبتمبر 1882.
قدم 16 متعاقدًا عرضًا لبناء المحكمة الحالية مع عروض أخرى بتكلفة تتراوح بين 88,370 دولارًا و 135,000 دولار.
بدأ البناء في 6 يوليو 1883 وكان من المقرر أن يكتمل في 16 نوفمبر 1884، ولكن الانتهاء الفعلي كان في 14 أكتوبر 1885.
في 27 يناير 1885 بلغ إجمالي التكلفة المنجزة 126,936 دولار.
صمم المهندس المعماري EM Butz مبنى المحكمة بأسلوب الملكة آنا (Queen Anne). ورسم هنري وارنر من مدينة أليغني في مقاطعة بنسلفانيا اللوحات الجدارية. ووضع بلاط الأرضية من قبل شركة Star Encaustic Tile Company of Pittsburgh وشركة Howard Clock Company of New York.
وعلق جرس في أعلى المحكمة بطول 9 أقدام، ومنحوتة من الحديد المجلفن تسمى «سيدة العدل» ويبلغ ارتفاعها 9 أقدام و11 بوصة فوق برج الساعة.
وشملت التغييرات والتجديدات في المحكمة ما يلي:
- 1889 - تم إضافة إنارة على مدار الساعة
- 1923 - إضافة الإضاءة الكهربائية
- 1977 - تجديد الأسلاك الكهربائية كاملة
- 1981 - تجديد خارجي كامل

أُعيد ترميم منحونة «سيدة العدل» عام 1981ربعد أن تعرضت لـ 25 ثقب رصاصة وكان ذراعها الايسر مفقودة.
رممت المنحونة من قبل رانوكاك وشركاه من مقاطعة شيلبيفيل، إنديانا مع وضع آلياف زجاجية داخل التمثال. خلال فترة الترميم تضاعف وزن التمثال إلى 250 رطلاً.